# Liste chinesischer Sinfonieorchester
Dies ist eine Liste chinesischer Sinfonieorchester:

## Volksrepublik China
- China Broadcasting Chinese Orchestra 中国广播民族乐团
- China Central Chinese Orchestra 中国中央民族乐团 oder 中央民族乐团
- China National Symphony Orchestra 中国交响乐团; Pinyin: Zhōngguó Jiāoxiǎng Yuètuán
- China NCPA Concert Hall Orchestra 国家大剧院管弦乐团
- China Philharmonic Orchestra 中国爱乐乐团
- Guangdong Chinese Orchestra 广东民族乐团
- Shanghai Symphony Orchestra 上海交响乐团
- Xiamen Philharmonic Orchestra 厦门爱乐乐团
- Qingdao Symphony Orchestra 青岛交响乐团; Pinyin: Qingdao Jiāoxiǎng Yuètuán

### Hongkong
- Hong Kong Philharmonic Orchestra 香港管弦樂團
- Hong Kong Chinese Orchestra 香港中樂團;

### Macao
- Macao Orchestra 澳門樂團

## Taiwan
- National Chinese Orchestra 國家國樂團